# Cananga
Slægten Cananga er monotypisk, dvs. at den kun rummer én art. Beskrivelse af slægten og dens udbredelse følger derfor beskrivelsen af nedenstående art.
| Beskrevne arter |

- Ylang-Ylang (Cananga odorata)